# Tricentrogyna delicata
Tricentrogyna delicata är en fjärilsart som beskrevs av W. Warren 1897. Tricentrogyna delicata ingår i släktet Tricentrogyna och familjen mätare. Inga underarter finns listade i Catalogue of Life.